# Diocese de Amos
A Diocese de Amos (Dioecesis Amosensis) é uma diocese localizada na cidade de Amos no Quebec, pertencente a Arquidiocese de Gatineau no Canadá. Foi fundada em 1938 pelo Papa Pio XI. Com uma população católica de 80.744 habitantes, sendo 73,4% da população total, possui 53 paróquias com dados de 2018.

## História
A Diocese de Amos foi criada em 3 de dezembro de 1938 pelo Papa Pio XI através da cisão da Diocese de Haileybury, sendo alterada para Diocese de Timmins em 10 de dezembro de 1938. Em 31 de maio de 2007 o território da diocese de Amos sofreu alterações, ficando da seguinte forma: Recebeu partes dos territórios da Diocese de Corner Brook e Labrador e da Diocese de Moosonee. No mesmo dia também perdeu parte do território para as Diocese de Chicoutimi, Diocese de Joliette e Diocese de Trois-Rivières.

## Lista de bispos
A seguir uma lista de bispos desde a criação da diocese em 1938.
|                  | Nome                           | Período     | Notas                                       |
| Bispos           | Bispos                         | Bispos      | Bispos                                      |
| ---------------- | ------------------------------ | ----------- | ------------------------------------------- |
| 6º               | Joseph Ferdinand Guy Boulanger | 2023- atual | Bispo de Rouyn-Noranda, In persona episcopi |
| 5º               | Gilles Lemay                   | 2011 - 2023 | Bispo emérito                               |
| 4º               | Eugène Tremblay                | 2004 - 2011 |                                             |
| 3º               | Gérard Drainville              | 1978 - 2004 |                                             |
| 2º               | Gaston Hains                   | 1968 - 1978 | Bispo coadjutor entre 1967-1968             |
| 1º               | Joseph-Aldée Desmarais         | 1939 - 1968 |                                             |
| Bispos coajdutor |                                |             |                                             |
|                  | Gaston Hains                   | 1967-1968   |                                             |
|                  | Albert Sanschagrin, O.M.I.     | 1957-1967   | Nomeado Bispo de Saint-Hyacinthe            |